# Terrence Jennings
Terrence Jennings (Alexandria, 28 de julho de 1986) é um taekwondista estadunidense.
Terrence Jennings competiu nos Jogos Olímpicos de 2012, na qual conquistou a medalha de bronze.